# Gertrude Elisabeth Mara
Pour les articles homonymes, voir Mara.

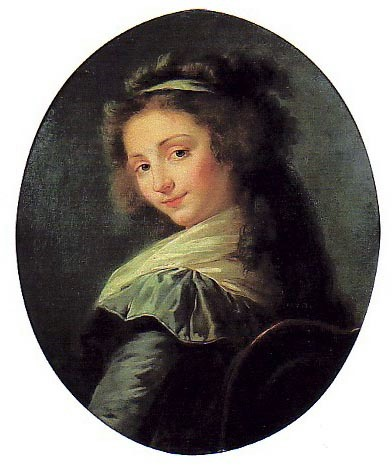
Gertrude Elisabeth Mara.
Portrait par Élisabeth Vigée Le Brun.

Gertrude Elisabeth Mara, née Schmeling le 23 février 1749 à Cassel (landgraviat de Hesse-Cassel) et décédée le 20 janvier 1833 à Reval (Empire russe), est une chanteuse d’opéra allemande. D'autres sources évoquent le 20 janvier 1749. 

## Biographie
Fille d'un violoniste, elle commence à étudier cet instrument et son père l'exhibait comme enfant prodige dans les salons de Vienne.
A Londres, elle devient l'élève de Paradisi. De retour en Allemagne, elle suit l'enseignement de Johann-Adam Hiller, à Leipzig et se produit régulièrement sur scène, à Dresde notamment.
Elle épouse en 1774 le violoncelliste Johann Baptist Mara malgré l’opposition de Frédéric II de Prusse qui la recrute à Potsdam et Berlin où elle se produit, non sans heurts, jusqu'en 1779. Elle devient la rivale de la chanteuse portugaise Luisa Todi au Concert Spirituel en 1782 à Paris. Elle chante également en Angleterre, où elle prête sa voix à des opéras populaires, notamment The Beggar’s Opera de John Gay et Johann Christoph Pepusch.
Elle quitte Londres en 1802 et s'installe à Moscou où elle donne des leçons, ses moyens vocaux l'ayant abandonnée, avant de vivre en Estonie, à Reval où elle meurt dans la misère.
C’était une soprano brillante à la technique parfaite. Mais, actrice médiocre, elle préférait se produire au concert plutôt qu’au théâtre.
Elle a laissé l'image d'une prima donna caricaturale, odieuse, autoritaire et capricieuse, et qui collectionnait les aventures amoureuses.

## Postérité
George Sand s’est inspirée d’éléments de la vie de Mara pour son roman Consuelo.